# Jean Borg
Jean Borg (La Valletta, 8 gennaio 1998) è un calciatore maltese, difensore dello Sliema Wanderers e della nazionale maltese.

## Caratteristiche tecniche
È un difensore centrale, in grado di agire da terzino sinistro.

## Carriera

### Club
Muove i suoi primi passi nelle giovanili del Valletta. Il 28 giugno 2016 esordisce nelle competizioni europee contro il B36 Tórshavn, incontro preliminare valido per l'accesso alla fase a gironi di UEFA Champions League, subentrando all'80' al posto di Jhonnattann.
Il 19 gennaio 2023 viene tesserato dalla Fidelis Andria, in Serie C, firmando un accordo valido fino al 2025. È il secondo maltese – dopo Carlo Zammit Lonardelli – ad indossare la maglia dei pugliesi.

### Nazionale
Esordisce in nazionale il 22 marzo 2018 nell'amichevole persa 0-1 contro il Lussemburgo.

## Statistiche

### Presenze e reti nei club
Statistiche aggiornate al 17 dicembre 2023.
| Stagione        | Squadra          | Campionato      | Campionato | Campionato | Coppe nazionali | Coppe nazionali | Coppe nazionali | Coppe continentali | Coppe continentali | Coppe continentali | Altre coppe | Altre coppe | Altre coppe | Totale | Totale |
| Stagione        | Squadra          | Comp            | Pres       | Reti       | Comp            | Pres            | Reti            | Comp               | Pres               | Reti               | Comp        | Pres        | Reti        | Pres   | Reti   |
| --------------- | ---------------- | --------------- | ---------- | ---------- | --------------- | --------------- | --------------- | ------------------ | ------------------ | ------------------ | ----------- | ----------- | ----------- | ------ | ------ |
| 2014-2015       | Valletta         | PL              | 2          | 0          | CM              | 1               | 0               | UCL                | 0                  | 0                  | SM          | 0           | 0           | 3      | 0      |
| 2015-2016       | Valletta         | PL              | 16         | 3          | CM              | 1               | 0               | UEL                | 0                  | 0                  | -           | -           | -           | 17     | 3      |
| 2016-2017       | Valletta         | PL              | 27         | 1          | CM              | 2               | 0               | UCL                | 2                  | 0                  | SM          | 1           | 0           | 32     | 1      |
| 2017-2018       | Valletta         | PL              | 22         | 1          | CM              | 4               | 0               | UEL                | 4                  | 0                  | -           | -           | -           | 30     | 1      |
| 2018-2019       | Valletta         | PL              | 21+1       | 0          | CM              | 4               | 1               | UCL+UEL            | 1+2                | 0                  | SM          | 1           | 0           | 30     | 1      |
| 2019-2020       | Valletta         | PL              | 17         | 0          | CM              | 3               | 0               | UCL+UEL            | 4+2                | 1+0                | SM          | 1           | 0           | 27     | 1      |
| 2020-2021       | Valletta         | PL              | 3          | 0          | CM              | 0               | 0               | UEL                | 1                  | 0                  | -           | -           | -           | 4      | 0      |
| 2021-2022       | Valletta         | PL              | 16+2       | 0          | CM              | 4               | 0               | -                  | -                  | -                  | -           | -           | -           | 22     | 0      |
| 2022-gen. 2023  | Valletta         | PL              | 15         | 0          | CM              | 0               | 0               |                    | -                  | -                  | -           | -           | -           | 15     | 0      |
| Totale Valletta | Totale Valletta  | Totale Valletta | 142        | 5          |                 | 19              | 1               |                    | 16                 | 1                  |             | 3           | 0           | 180    | 7      |
| gen.-giu. 2023  | Fidelis Andria   | C               | 14         | 0          | CI-C            | -               | -               | -                  | -                  | -                  | -           | -           | -           | 14     | 0      |
| 2023-2024       | Sliema Wanderers | PL              | 11         | 0          | CM              | 0               | 0               | -                  | -                  | -                  | -           | -           | -           | 11     | 0      |
| Totale carriera | Totale carriera  | Totale carriera | 167        | 5          |                 | 19              | 1               |                    | 16                 | 1                  |             | 3           | 0           | 205    | 7      |

### Cronologia presenze e reti in nazionale
| Cronologia completa delle presenze e delle reti in nazionale ― Malta | Cronologia completa delle presenze e delle reti in nazionale ― Malta | Cronologia completa delle presenze e delle reti in nazionale ― Malta | Cronologia completa delle presenze e delle reti in nazionale ― Malta | Cronologia completa delle presenze e delle reti in nazionale ― Malta | Cronologia completa delle presenze e delle reti in nazionale ― Malta | Cronologia completa delle presenze e delle reti in nazionale ― Malta | Cronologia completa delle presenze e delle reti in nazionale ― Malta |
| Data                                                                 | Città                                                                | In casa                                                              | Risultato                                                            | Ospiti                                                               | Competizione                                                         | Reti                                                                 | Note                                                                 |
| -------------------------------------------------------------------- | -------------------------------------------------------------------- | -------------------------------------------------------------------- | -------------------------------------------------------------------- | -------------------------------------------------------------------- | -------------------------------------------------------------------- | -------------------------------------------------------------------- | -------------------------------------------------------------------- |
| 22-3-2018                                                            | Ta' Qali                                                             | Malta                                                                | 0 – 1                                                                | Lussemburgo                                                          | Amichevole                                                           | -                                                                    |                                                                      |
| 26-3-2018                                                            | Belek                                                                | Finlandia                                                            | 5 – 0                                                                | Malta                                                                | Amichevole                                                           | -                                                                    |                                                                      |
| 11-11-2020                                                           | Ta' Qali                                                             | Malta                                                                | 3 – 0                                                                | Liechtenstein                                                        | Amichevole                                                           | -                                                                    | 28’                                                                  |
| 30-5-2021                                                            | Klagenfurt am Wörthersee                                             | Irlanda del Nord                                                     | 3 – 0                                                                | Malta                                                                | Amichevole                                                           | -                                                                    | 70’                                                                  |
| 4-6-2021                                                             | Klagenfurt am Wörthersee                                             | Kosovo                                                               | 2 – 1                                                                | Malta                                                                | Amichevole                                                           | -                                                                    | 65’ 82’                                                              |
| 14-11-2021                                                           | Ta' Qali                                                             | Malta                                                                | 0 – 6                                                                | Slovacchia                                                           | Qual. Mondiali 2022                                                  | -                                                                    | 78’                                                                  |
| 25-3-2022                                                            | Ta' Qali                                                             | Malta                                                                | 1 – 0                                                                | Azerbaigian                                                          | Amichevole                                                           | -                                                                    | 88’                                                                  |
| 29-3-2022                                                            | Ta' Qali                                                             | Malta                                                                | 2 – 0                                                                | Kuwait                                                               | Amichevole                                                           | -                                                                    |                                                                      |
| 5-6-2022                                                             | Serravalle                                                           | San Marino                                                           | 0 – 2                                                                | Malta                                                                | UEFA Nations League 2022-2023 - 1º turno                             | -                                                                    | 69’                                                                  |
| 9-6-2022                                                             | Ta' Qali                                                             | Malta                                                                | 1 – 2                                                                | Estonia                                                              | UEFA Nations League 2022-2023 - 1º turno                             | -                                                                    | 85’                                                                  |
| 12-6-2022                                                            | Ta' Qali                                                             | Malta                                                                | 1 – 0                                                                | San Marino                                                           | UEFA Nations League 2022-2023 - 1º turno                             | -                                                                    | 79’                                                                  |
| 23-9-2022                                                            | Tallinn                                                              | Estonia                                                              | 2 – 1                                                                | Malta                                                                | UEFA Nations League 2022-2023 - 1º turno                             | -                                                                    | 45+4’                                                                |
| 27-9-2022                                                            | Ta' Qali                                                             | Malta                                                                | 2 – 1                                                                | Israele                                                              | Amichevole                                                           | -                                                                    | 78’                                                                  |
| 17-11-2022                                                           | Ta' Qali                                                             | Malta                                                                | 2 – 2                                                                | Grecia                                                               | Amichevole                                                           | -                                                                    | 80’                                                                  |
| 20-11-2022                                                           | Ta' Qali                                                             | Malta                                                                | 0 – 1                                                                | Irlanda                                                              | Amichevole                                                           | -                                                                    |                                                                      |
| 9-6-2023                                                             | Lussemburgo                                                          | Lussemburgo                                                          | 0 – 1                                                                | Malta                                                                | Amichevole                                                           | -                                                                    | 82’                                                                  |
| 19-6-2023                                                            | Trnava                                                               | Ucraina                                                              | 1 – 0                                                                | Malta                                                                | Qual. Euro 2024                                                      | -                                                                    | 51’                                                                  |
| 6-9-2023                                                             | Ta' Qali                                                             | Malta                                                                | 1 – 0                                                                | Gibilterra                                                           | Amichevole                                                           | -                                                                    | 62’                                                                  |
| 17-10-2023                                                           | Ta' Qali                                                             | Malta                                                                | 1 – 3                                                                | Ucraina                                                              | Qual. Euro 2024                                                      | -                                                                    |                                                                      |
| 17-11-2023                                                           | Londra                                                               | Inghilterra                                                          | 2 – 0                                                                | Malta                                                                | Qual. Euro 2024                                                      | -                                                                    | 79’                                                                  |
| 21-3-2024                                                            | Ta' Qali                                                             | Malta                                                                | 2 – 2                                                                | Slovenia                                                             | Amichevole                                                           | -                                                                    |                                                                      |
| 7-6-2024                                                             | Grödig                                                               | Rep. Ceca                                                            | 7 – 1                                                                | Malta                                                                | Amichevole                                                           | -                                                                    |                                                                      |
| 11-6-2024                                                            | Grödig                                                               | Malta                                                                | 0 – 2                                                                | Grecia                                                               | Amichevole                                                           | -                                                                    | 89’                                                                  |
| 7-9-2024                                                             | Chișinău                                                             | Moldavia                                                             | 2 – 0                                                                | Malta                                                                | UEFA Nations League 2024-2025 - 1º turno                             | -                                                                    |                                                                      |
| 10-9-2024                                                            | Andorra la Vella                                                     | Andorra                                                              | 0 – 1                                                                | Malta                                                                | UEFA Nations League 2024-2025 - 1º turno                             | -                                                                    |                                                                      |
| 13-10-2024                                                           | Ta' Qali                                                             | Malta                                                                | 1 – 0                                                                | Moldavia                                                             | UEFA Nations League 2024-2025 - 1º turno                             | -                                                                    |                                                                      |
| 14-11-2024                                                           | Ta' Qali                                                             | Malta                                                                | 2 – 0                                                                | Liechtenstein                                                        | Amichevole                                                           | -                                                                    | 88’                                                                  |
| 19-11-2024                                                           | Ta' Qali                                                             | Malta                                                                | 0 – 0                                                                | Andorra                                                              | UEFA Nations League 2024-2025 - 1º turno                             | -                                                                    |                                                                      |
| 24-3-2025                                                            | Varsavia                                                             | Polonia                                                              | 2 – 0                                                                | Malta                                                                | Qual. Mondiali 2026                                                  | -                                                                    | 83’                                                                  |
| Totale                                                               |                                                                      | Presenze                                                             | 29                                                                   |                                                                      | Reti                                                                 | 0                                                                    |                                                                      |

## Palmarès

### Club

#### Competizioni nazionali
- Campionato maltese: 3

Valletta: 2015-2016, 2017-2018, 2018-2019
- Supercoppa di Malta: 3

Valletta: 2016, 2018, 2019
- Coppa di Malta: 2

Valletta: 2017-2018
Sliema Wanderers: 2023-2024